# Mostîșce, Kamin-Kașîrskîi
Mostîșce (în ucraineană Мостище) este un sat în comuna Melnîkî-Mostîșce din raionul Kamin-Kașîrskîi, regiunea Volînia, Ucraina.

## Demografie
Componența lingvistică a localității Mostîșce
     Ucraineană (98,98%)
     Alte limbi (1,02%)
Conform recensământului din 2001, majoritatea populației localității Mostîșce era vorbitoare de ucraineană (98,98%), existând în minoritate și vorbitori de alte limbi.